# Józef Franciszek Królikowski
Józef Franciszek Królikowski, krypt.: F. K.; J.F. K.; J.F. Król. (ur. 1781 w Sanoku, zm. 17 kwietnia 1839 w Warszawie) – prawnik, pedagog, pisarz i poeta, teoretyk i historyk literatury, językoznawca, tłumacz i dziennikarz. Autor poradników języka polskiego.

## Życiorys
Pradziad Józefa Franciszka, Kazimierz Królikowski 1690-1737, instygator królewski poślubił Ludwikę Ogińską, córkę Leona Kazimierza Ogińskiego, podstolego litewskiego. Józef Franciszek Królikowski poślubił w 1812 roku Karolinę Jante i miał z nią trzy córki: Gabrielę, Annę i Józefę, i czterech synów: Leona, Jana Walerego, który był znanym polskim aktorem i reżyserem, Karola Józefa i Kazimierza
Ukończył szkoły w Sanoku (początki edukacji w roku 1793) i Przemyślu, następnie uczęszczał na wydział techniczno-filozoficzny akademii zamojskiej oraz na Wydział Prawa Uniwersytetu Lwowskiego, który ukończył w roku 1803. Następnie otrzymał posadę sędziego w cyrkule brzeżańskim. W roku 1808 uczył (w zastępstwie) matematyki i filozofii w Gimnazjum Zamojskim. Po włączeniu Zamościa do Księstwa Warszawskiego (1809) przeszedł do pracy w administracji, pełniąc kolejno funkcje: rachmistrza w Izbie Rozrachunkowej i sekretarza komisarza królewskiego do odbierania przysięgi wierności na terenie Galicji Zachodniej. W roku 1810 powołano go do pracy w Ministerium Spraw Wewnętrznych. W latach 1814–1816 był prezydentem miasta Radomia. W roku 1816 odznaczony orderem Świętego Stanisława].
Pracował jako nauczyciel języka polskiego i literatury polskiej w gimnazjum poznańskim (1820-1829), później inspektor szkół elementarnych (1830—1833) w Warszawie. Od roku 1823 członek warszawskiego Towarzystwa Przyjaciół Nauk. Zmarł 17 kwietnia 1839, w wieku 58 lat, w opuszczeniu i biedzie. Został pochowany na cmentarzu Powązkowskim w Warszawie.

## Poradnik językowy z roku 1826
W swoich publikacjach o języku polskim Królikowski opowiadał się za czystością języka polskiego, rozumianą jako unikanie używania wyrazów obcych oraz przestrzeganie określonych zasad poprawnościowych. „Czystość języka polega na tem, ażeby używać  wyrazów prawdziwie polskich, naturze, zwyczajowi i duchowi języka właściwych”. Jego praca Proste zasady stylu polskiego z 1826 roku liczy 224  strony. W rozdziale pierwszym autor podaje „prawidła powszechne” dotyczące poprawnego używania języka polskiego. Zalicza do nich m.in. przestrzeganie zasad gramatycznych przy tworzeniu tekstów pisanych, unikanie prowincjonalizmów, wyrazów przestarzałych i poetyckich, „słów podejrzanych” (mało rozpowszechnione neologizmy). Zaleca jasność i zrozumiałość pisma.
Proponuje unikanie wyrazów obcych i zastępowanie ich wyrazami rodzimymi. Przytacza 319 wyrazów „cudzoziemskich”, są to głównie latynizmy (148 wyrazów), galicyzmy (47), germanizmy (36 przykładów). Nie podaje ich pochodzenia, nie stosuje żadnych kwalifikatorów.
Krytykuje kalkowanie wyrazów, frazeologizmów, przysłów z języka niemieckiego i francuskiego,  włoskiego, łaciny.

## Twórczość

### Dzieła
1. Suflerois, czyli wojna piór uczonych. Poema rycersko-żartobliwe w 5 aktach, "Pamiętnik Warszawski" t. 7 (1817)
2. Rozprawa o śpiewach polskich z muzyką, do rozszerzenia tej nauki w kraju naszym bardzo użytecznych, i o zastosowaniu poezji do muzyki, "Pamiętnik Warszawski" t. 9 (1817) – t. 10 (1818); wyd. następne zmienione i rozszerzone zobacz poz. 5; fragmenty przedr. K. Budzyk: Spór o polski sylabotonizm, Warszawa 1957 (aneks)
3. "Uwagi nad dziełem Rozprawa o metryczności i rytmiczności języka polskiego, szczególniej o wierszach polskich we względzie muzycznym przez Józefa Elsnera... Z przykładami rzecz objaśniającymi przez Kazimierza Brodzińskiego. Przez J.F. K.", Warszawa 1818; wyd. następne zobacz poz. 5
4. O pięknościach języka polskiego pod względem dramatycznym i o potrzebie jego doskonalenia, Poznań 1820, (druk z nagłówkiem: Na popis publiczny uczniów Królewskiego Gimnazjum Poznańskiego w dniach 20, 21, 22 września odbywać się mający...; rozprawa przypisywana błędnie J. S. Kaulfussowi; autorstwa Królikowskiego dowiódł J. Petr)
5. Prozodia polska, czyli o śpiewności i miarach języka polskiego, z przykładami w nutach muzycznych, Poznań 1821, zawartość: poz. 2-3; Rozprawa o heksametrach polskich; Dodatek o operze w ogólności; Uwagi nad jednozgłoskowym rymem z powodu Panegiryka Okraszewskiego ("Pamiętnik Warszawski" 1817)
6. Wątpliwości względem zasad języka i pisowni polskiej, "Mrówka Poznańska" t. 6 (1822), nr 5 i odb. Poznań 1822
7. Rozrywki literackie prozą i wierszem t. 1-2, Poznań 1824
8. Proste zasady stylu polskiego, rozmaitymi postrzeżeniami względem języka, dla użytku jasno, zwięźle, poprawnie, gładko i szczerze po polsku pisać chcących, praktycznie w przykładach okazane, a wzorami rozmaitego toku i sposobu pisania, nauką o listach, wykładem pewnej liczby synonimów i kilku rozprawkami o języku tudzież wyjaśnieniami pisowni dopełnione, Poznań 1826
9. Wzory estetyczne poezji polskiej w pięknościach pierwszych mistrzów naszych, z przytoczeniem teorii wystawione, Poznań 1826
10. Rys poetyki wedle przepisów teorii, w szczegółach z najznakomitszych autorów czerpanej, ułożony..., Poznań 1828; fragm. przedrukowano pt. Poezja uczucia, gęślowa, "Polska krytyka literacka (1800-1918). Materiały" t. 1, Warszawa 1959
11. Dziwak filozof herbu Gaduła, niewydano, (według H. Skimborowicza było to "dziełko opisujące obyczaje i zwyczaje stolicy naszej").

Artykuły i poezje swe umieszczał w czasopismach: "Gazeta Wielkiego Księstwa Poznańskiego" (1822, tu w nr 53, 55-57: polemika między Królikowskim a Munkiem w sprawie "Mrówki Poznańskiej", przedr. M. Michałowska), "Mrówka Poznańska" (red. 1821-1822; tu m.in.: O głównym tego pisma dążeniu, 1821, t. 1; Rozprawa, w której się okazuje, że nie każda romantyczność przeciwna jest klasyczności, że owszem, ażeby literatura była narodową i celowi odpowiadającą, romantyczności wyrzekać się nie powinna, 1821, t. 3; przedr. S. Kawyn w: Walka romantyków z klasykami, Wrocław 1963 "Biblioteka Narodowa" seria I, nr 183), "Pamiętnik Warszawski" (tu m.in.: Zdanie o Myślach Stanisława Okraszewskiego, t. 10, 1818; O niektórych wyrazach do sztuki rymotwórczej należących, t. 11, 1818; O literaturze. Rozprawa, w której się rozważają istotne cele dzieł smaku i sposoby ich osiągnięcia tudzież co szczególniejszym przedmiotem literatury narodowej być powinno, t. 14, 1819), "Pismo Miesięczne Poznańskie" (red. 1822), "Tygodnik Polski" (1832-1833; tu poezje).

### Przekłady
1. V. Fioravanti: Śpiewaczki wiejskie. Opera w 2 aktach, wyst. Warszawa 22 października 1818, niewydany
2. F. Paër: Gryzelda, wyst. 1818, niewydany
3. Czerwony kapelusik, wyst. 1820, niewydany
4. A. Bronikowski: Mysza wieża na jeziorze Gople. Powieść sarmacka z pierwszej połowy IX wieku, podług oryginału niemieckiego cz. 1-2, Warszawa 1827.

### Prace edytorskie
- "Biblioteka konwersacyjna, czyli wykład wiadomości i rzeczy najpotrzebniejszych i najużyteczniejszych w pożyciu towarzyskim" oddz. I-II, t. 1-4, Poznań 1830; zawartość: 1) Człowiek towarzyski, czyli sposób zachowania się przyzwoicie i z delikatnością w każdym towarzystwie, t. 1-2; 2) Romantyk towarzyski, czyli zbiór krótkich, przyjemnych i zabawnych romansów i powieści tudzież z życia czerpanych anegdot itp., t. 1-2; według Estreichera II (1874), 493 i Korbuta, Królikowski był wydawcą tylko 4 ww. tomów; prawdopodobnie wydawał jednak i dalsze tomy "Biblioteki...".

Pełniejszy wykaz twórczości wraz z życiorysem Królikowskiego podaje Hipolit Skimborowicz, "Przegląd Naukowy" 1842, t. 1, nr 1.